# S/MIME
S/MIME är en standard för kryptering av e-post. Den baseras på SSL-liknande certifikat. Varje mottagare av e-post krypterad med S/MIME behöver på detta sätt skaffa ett digitalt certifikat, utfärdat av någon av de centrala certifikatmyndigheterna. Skillnaden mot PGP och GPG är alltså att det endast finns ett fåtal aktörer som kan autentisera certifikat.